# Jóanes Nielsen
Jóanes Sekjær Nielsen (født 5. april 1953 i Tórshavn) er en færøsk forfatter. Jóanes er født i 1953 som søn af Svend Sekjær Nielsen og Marjun Nielsen, han gik i skole ved den katolske skt. Frants skole (på færøsk kaldes den også Nonnuskúlin) i Tórshavn. Som 14-årig tog han til søs, og arbejdede i ca. 30 år som arbejdsmand og sømand. Han er gift med Rannvá Holm Mortensen med hvem han har en datter, Katrin Viktoria Sekjær Mortensen. Han har også en ældre datter, Beinta Jóanesardóttir Petersen. Han var i en periode organiseret kommunist. I sine romaner, skuespil og digte skildrer han blandt andet skæbner, snæversynethed og den færøske natur.
Jóanes Nielsens har skrevet både noveller, teaterstykker, romaner og lyrik. Hans litterære forbillede er William Heinesen, men som forfatter er han mere optaget af politiske og eksistentialistiske emner. I 1984 og igen i 2012 modtog han Mentanarvirðisløn M. A. Jacobsens for henholdsvis digtsamlingen: Pinnabrenni til sosialismuna ("Pindebrænde til socialismen") og i 2012 for romanen Brahmadellarnir. I 2001 modtog han den Nordiske dramatikerpris for skuespilmanuskriptet Eitur nakað land week-end ? ("Hedder noget land week-end?"). I 2011 modtog han Mentanarvirðisløn Landsins (Kulturministeriets pris på 150.000 kr.). Han har derudover fem gange været indstillet til Nordisk Råds litteraturpris (1988, 1994, 1999, 2004 og 2013).
Mange af Jóanes Nielsens værker er oversat til andre sprog.

### Oversættelser til dansk
- 2019 – Bolsjehjerte (roman) (Torgard)
- 2018 – Gudehoved (digte), oversat af Hugin Eide (Torgard)
- 2016 – Tapet mellem århundreder (digte), oversat af Hugin Eide (Torgard)
- 2012 – Brahmadellerne – en nordatlantisk krønike (roman), oversat af Povl Skårup (Torgard)
- 2011 – Smukke fejltagelser (sammen med Peter Laugesen) (digte)
- 2011 – Der findes dem der tager måneskin alvorligt (digte), oversat af Erik Skyum-Nielsen (Torgard)
- 2010 – Broer af sultne ord (digte), oversat af Erik Skyum-Nielsen (Torgard)
- 2008 – Glansbilledsamlerne (roman), oversat af Povl Skårup (Torgard), ISBN 978-87-92286-04-8
- 2005 – Hedder noget land weekend? : skuespil i syv afsnit. Oversat af Ebba Hentze, ISBN 87-7865-562-5
- 1999 – Sting (digte), oversat af Ebba Hentze (Vindrose), ISBN 87-7456-598-2
- 1994 – Kirkerne på havets bund (digte), oversat af Ebba Hentze (Vindrose), ISBN 87-7456-490-0
- 1992 – Gummistøvlerne er de eneste tempelsøjler vi ejer på Færøerne (roman), oversat af Ebba Hentze (Vindrose), ISBN 87-7456-460-9
- 1988 – Saltet i dampende middagsgryder (digte), oversat af Ebba Hentze (Vindrose), ISBN 87-7456-351-3

### Oversættelser til norsk
- 2018 - Gudehovud (digte). Oversat af Lars Moa. Bokbyen
- 2013 - Tapet mellom tidsaldrar (digte). Oversat af Lars Moa. Bokbyen
- 2012 – Brahmadellane (roman), oversat af Lars Moa, (Margbok), ISBN 978-82-93065-24-1
- 2009 – Glansbildesamlarane (roman), oversat af Lars Moa, (Heinesen forlag) ISBN 978-82-8177-015-7
- 2008 – Det fins dei som tar månelys på alvor (digte), oversat af Lars Moa (Orkana), ISBN 978-82-8104-062-5
- 2007 – Frå alle kantar ber vinden med seg ord og plantar og teikn (digte i udvalg), oversat af Lars Moa, Samlaget. ISBN 978-82-521-7115-0
- 2004 – Bruer av svoltne ord (digte), oversat af Lars Moa, Samlaget. ISBN 978-82-521-7115-0
- 2003 – Sting (digte), oversat af Lars Moa, Orkana. ISBN 82-8104-007-6

### Oversættelser til islandsk
- 2013 - Glansmyndasafnararnir (roman), oversat af Kristína Svanhild Ólafsdóttur, Draumsýn Bókaforlag

### Oversættelser til tysk
- 2016 - Die Erinnerungen (roman) (orig. Brahmadellarnir), oversat fra dansk af Ulrich Sonnenberg, btb Verlag (Randomhouse)

### Oversættelser til engelsk
- 2016 - The Brahmadells (roman) (orig. Brahmadellarnir), oversat af Kerri A. Pierce, Open Letter)